# Torneo de Auckland 2018
El ASB Classic 2018 fue un torneo de tenis para ATP World Tour 2018 y WTA Tour 2018, jugado en canchas duras al aire libre. Fue la 33.ª edición del evento para las mujeres, y la 6.ª edición para el evento de los hombres, que era conocido como el Heineken Open hasta 2015. Se llevó a cabo en el Centro de Tenis ASB en Auckland, Nueva Zelanda, desde 1 al 6 de enero de 2018 para las mujeres, y del 8 al 13 de enero de 2018 para los hombres.

## Distribución de puntos
| Modalidad            | Campeón | Finalista | Semifinales | Cuartos de final | 2ª ronda | 1ª ronda | Clasificados | 2ª ronda de clasificación | 1ª ronda de clasificación |
| Individual masculino | 250     | 165       | 100         | 50               | 25       | 0        | 13           | 7                         | 0                         |
| Dobles masculino     | 250     | 150       | 90          | 45               | 20       | 0        | -            | -                         | -                         |

| Modalidad           | Campeona | Finalista | Semifinales | Cuartos de final | 2.ª ronda | 1.ª ronda | Clasificadas | 3.ª ronda de clasificación | 2.ª ronda de clasificación | 1.ª ronda de clasificación |
| Individual femenino | 280      | 180       | 110         | 60               | 30        | 1         | 18           | 14                         | 10                         | 1                          |
| Dobles femenino     | 280      | 180       | 110         | 60               | -         | 1         | -            | -                          | -                          | -                          |

## Cabezas de serie

### Individuales masculino
| Tenista               | Ranking | Preclasificado |
| Jack Sock             | 8       | 1              |
| Juan Martín del Potro | 11      | 2              |
| Sam Querrey           | 13      | 3              |
| John Isner            | 17      | 4              |
| Roberto Bautista      | 20      | 5              |
| Pablo Cuevas          | 32      | 6              |
| David Ferrer          | 37      | 7              |
| Andréi Rubliov        | 39      | 8              |

- Escalafón del 1 de enero de 2018.[3]

### Dobles masculino
| Tenista                         | Ranking | Preclasificado |
| Oliver Marach Mate Pavić        | 36      | 1              |
| Raven Klaasen Michael Venus     | 40      | 2              |
| Santiago González Julio Peralta | 57      | 3              |
| Pablo Cuevas Horacio Zeballos   | 59      | 4              |

### Individuales femenino
| Tenista             | Ranking | Preclasificada |
| Caroline Wozniacki  | 3       | 1              |
| Julia Görges        | 14      | 2              |
| Barbora Strýcová    | 23      | 3              |
| Agnieszka Radwańska | 28      | 4              |
| Lauren Davis        | 48      | 5              |
| Yulia Putintseva    | 50      | 6              |
| Mona Barthel        | 52      | 7              |
| Donna Vekić         | 54      | 8              |

- Escalafón del 25 de diciembre de 2017.[4]

### Dobles femenino
| Tenista                         | Ranking | Preclasificada |
| Eri Hozumi Miyu Kato            | 85      | 1              |
| Nao Hibino Darija Jurak         | 101     | 2              |
| Naomi Broady María Irigoyen     | 156     | 3              |
| Arina Rodionova Maryna Zanevska | 175     | 4              |

## Campeones

### Individual masculino
Roberto Bautista venció a  Juan Martín del Potro por 6-1, 4-6, 7-5

### Individual femenino
Julia Goerges venció a  Caroline Wozniacki por 6-4, 7-6(7-4)

### Dobles masculino
Oliver Marach /  Mate Pavić vencieron a  Max Mirnyi /  Philipp Oswald por 6-4, 5-7, [10-7]

### Dobles femenino
Sara Errani /  Bibiane Schoofs vencieron a  Eri Hozumi /  Miyu Kato por 7-5, 6-1